# Kanton Menton-Ouest
Der Kanton Menton-Ouest war von 1997 bis 2015 ein französischer Wahlkreis im Arrondissement Nizza, im Département Alpes-Maritimes und in der Region Provence-Alpes-Côte d’Azur. Hauptort (frz.: chef-lieu) war Menton.

## Gemeinden
| Gemeinde              | Einwohner (Stand: 2022) | Code postal | Code Insee |
| --------------------- | ----------------------- | ----------- | ---------- |
| Gorbio                | 1568                    | 06500       | 06067      |
| Menton *              | 4143                    | 06500       | 06083      |
| Roquebrune-Cap-Martin | 12.419                  | 06190       | 06104      |
| Sainte-Agnès          | 1365                    | 06500       | 06113      |

* Teilbereich. Die angegebene Einwohnerzahl betrifft den zum Kanton gehörenden Teil der Stadt.